# Grzybowa Góra (województwo świętokrzyskie)
Grzybowa Góra – wieś w Polsce, położona w województwie świętokrzyskim, w powiecie skarżyskim, w gminie Skarżysko Kościelne.
Była wsią klasztoru cystersów wąchockich w województwie sandomierskim w ostatniej ćwierci XVI wieku. W latach 1975–1998 miejscowość administracyjnie należała do województwa kieleckiego.
W Grzybowej Górze odkryto najstarszą w Europie regularnie eksploatowaną kopalnię hematytu. Odkrywcą kopalni był Stefan Krukowski, który prowadził tu badania od 1937 r. W 1986 r. utworzono rezerwat archeologiczny Rydno.
Wierni Kościoła rzymskokatolickiego należą do parafii Trójcy Przenajświętszej w Skarżysku Kościelnym lub do parafii Świętych Apostołów Piotra i Pawła w Gadce.

## Integralne części wsi
| SIMC    | Nazwa              | Rodzaj     |
| ------- | ------------------ | ---------- |
| 0252606 | Duża Grzybowa Góra | część wsi  |
| 0252612 | Mała Grzybowa Góra | część wsi  |
| 0252629 | Podjagodne         | przysiółek |
| 0252635 | Podlesie           | przysiółek |

## Historia
Słownik geograficzny Królestwa Polskiego wymienia Grzybową- Górę jako wieś i folwark majorat w powiecie iłżeckim, gminie Skarżysko-Kościelne, parafii Mirzec.
W XV w. należała do klasztoru cystersów w Wąchocku (Długosz, III, 414).
W drugiej połowie XIX w. wieś liczyła 49 domów 293 mieszkańców, mórg ziemi włościańskich 687, dworskiej 355.
Powstanie styczniowe

W dniu 19.04.1863 w Grzybowej Górze oddział Kononowicza, dowodzony przez Ludwika Michalskiego, spotkał się z kolumną moskiewską trzy razy liczniejszą od oddziału powstańczego. Ogień moskiewski wśród ciemnej nocy oświecił powstańcom drogę i ukazał z ilu mają do czynienia. Strzelcy na komendę Michalskiego rzucili się przez płoty wioski i za chałupami biegnąc, z za budynków zaczęli celnymi strzałami razić ściśniętą kolumnę nieprzyjacielską. Kapitan Michalski po ustąpieniu strzelców, mając plac otwarty do ataku, rzucił się wraz z ks. Agrypinem Konarskim z kosynierami do ataku. Z atakującego widząc się atakowanym, do tego z trzech stron masakrowany kosami, nieprzyjaciel zaczął się spiesznie cofać. Gdy zaś dowodzący podpułkownik padł raniony, cofanie to zamieniło się w bezładną ucieczkę do Radomia

{{Cytat}} Linki zewnętrzne: "źródło".

## Czasy współczesne
W treści Załącznika nr 1 do Uchwały Nr XLVII/276/10 Rady Gminy w Skarżysku Kościelnym z dnia 31 sierpnia 2010r. – w dziale rys historyczny przeczytać można”.
„Po wojnie ludność znajduje prace w zakładach na terenie Starachowic, Skarżyska Kamiennej.
Od 1946 roku istnieje stacja PKP, z której korzysta ok. 1000 osób z okolicznych miejscowości.
Rzemiosłem trudnili się: produkcja dachówek – Władysław Płusa, Stanisław Gładyś. Władysław Sieczka, Lucjan Gładyś; kowalstwo i produkcja pilników – Bracia Józef i Kazimierz Grzmilowie; murarka – Henryk Piętak; stolarka – Władysław Gładyś. W 1966 roku zaistniał pożar wsi (około 50 zabudowań) – od Błacha Władysława do zabudowań Bolesława Płusy.”
W miejscowości działa zespół folklorystyczny Grzybowianki, występujący na różnych imprezach w regionie (np.: Dymarki Świętokrzyskie).
15 marca 1984 część Grzybowej Góry (miejscowość Nowy Młyn) włączono do Skarżyska-Kamiennej.